# Micropterix hyrcana
Micropterix hyrcana là một loài bướm đêm thuộc họ Micropterigidae. Nó được Zagulajev miêu tả năm 1993. Nó là loài duy nhất được tìm thấy ở Hyrcanian woods dọc theo miền nam bờ biển của Biển Caspian from Azerbaijan to the Iranian province Golestan.